# Dan W. Quinn

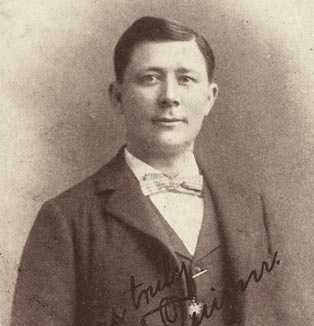
Dan W. Quinn

Dan W. Quinn (* 1859 in San Francisco; † 7. November 1938 in New York City) war ein US-amerikanischer Tenor und Komödiant, der zu den frühesten Sängern gehörte, von denen Tonaufnahmen angefertigt wurden und infolgedessen einen weitläufigen Bekanntheitsgrad erlangte.

## Aufnahmen
Dan W. Quinn war einer der produktivsten Musikschaffenden der zum damaligen Zeitpunkt noch jungen Musikindustrie. Er ist auf unzähligen Veröffentlichungen, in Summe etwa Zweitausendfünfhundert Aufnahmen, zu hören, so unter anderem für Berliner Gramophone, Victor Talking Machine Company, Zonophon und Columbia Records.

### Improved Record
Die erste Aufnahme von Dan W. Quinn für das von Edridge R. Johnson geführte Label Improved Record, einem Vorläuferunternehmen der Victor Talking Machine Company datiert auf den 29. Juni des Jahres 1900, mit dem Titel Strike Up the Band, Here Comes a Sailor, nach einem Text von Andrew B. Sterling und einer Komposition von Charles B. Ward (A-9).